# Yodrak Salakjai
Yodrak Salakjai (thaï : ยอดรัก สลักใจ), né Niphon Plaiwan) est un chanteur pop luk thung thaïlandais,.
Il y a une séquence dans le film Monrak Transistor (2001) de Pen-ek Ratanaruang où Pan (Pèn) pose à Sadao de tendres devinettes sur la musique Luk thung. Sadao donne en réponses le nom de trois célèbres vedettes : Sayan Sanya, Chaiya Mitchai et Yodrak Salakjai.

## Discographie
- Sam Sip Yang Jaew (สามสิบยังแจ๋ว)
- Khad Nguen Khad Rak (ขาดเงินขาดรัก)
- Ai Noom Too Plaeng (ไอ้หนุ่มตู้เพลง)
- Jakkrayan Khon Jon (จักรยานคนจน)
- Jam Jai Doo (จำใจดู)
- Aoo Nae (เอาแน่)
- Khob Khun Fan Pleang (ขอบคุณแฟนเพลง)